# فريدريك ألان إيكمان
فريدريك ألان إيكمان هو طيار بطل كندي، ولد في 5 مارس 1919 في تورونتو في كندا، وتوفي في 21 مارس 1991 في سانت كاثرينز في كندا.